# Большедорская
 Большедорская  — опустевшая деревня в Лузском муниципальном округе Кировской области.

## География
Расположена на расстоянии примерно 3 км на северо-запад по прямой от деревни Папулово.

## История
Известна была с 1859 года как деревня Большедорская (Большой Дор), где было дворов 19 и жителей 107, в 1926 (Большедорская) 35 и 172, в 1950 16 и 68, в 1989 15 жителей. Работали колхозы «Красный пахарь», «Заря». С 2006 по 2020 год находилась в составе Папуловского сельского поселения. По состоянию на 2020 год опустела.

## Население
Постоянное население составляло 6 человек (русские 100%) в 2002 году, 1 в 2010.